# 努尼奥莫拉尔
努尼奥莫拉尔，是西班牙埃斯特雷马杜拉卡塞雷斯省的一个市镇。总面积95平方公里，总人口1768人（2001年），人口密度19人/平方公里。